# 대지산 (경기)
대지산(大地山)은 대한민국 경기도 용인시 수지구 죽전동과 처인구 모현읍, 광주시 능평동에 걸쳐 있는 산이다. 산은 크게 보아 동쪽과 서북쪽, 남쪽으로 능선이 뻗어 있으며, 동쪽에 비해 서쪽의 경사가 급하다. (이하 향토문화대전 자료)
동쪽으로는 숫돌봉(330m)과 연결되고, 북쪽으로는 부처당고개를 거쳐 불곡산(345m)과 연결되며, 남쪽으로는 대지(대치)고개를 거쳐 법화산으로 연결된다.
대지산은 별로 알려지지 않아 여러 지도에는 산명이 표기되어 있지 않으나, 경기도 도내의 기록으로 남아있는 읍지 등의 자료에 대치(大峙)로 기록되어 있는 것으로 보아 대지산은 “대치”가 변음되어 사용되고 있는 것으로 알려져 있다.
대지산의 맑은 공기와 푸르름을 볼 수 있는 이곳은 인구가 3만이상이 사는 곳이라 넓은 면적을 차지하고 있는데, 예부터 길지이자 명당으로 알려진 곳이다. 이곳에 아파트가 들어서기 전만해도 야산이었는데, 개발하여 지금은 거대한 아파트 단지가 되었다. 주민들은 공기가 좋고 비교적 다른 지역에 비해 겨울과 여름에 춥거나 덥지 않아 살기는 좋다고 말한다. 자손들은 노부모들을 위해 이사하여 세대마다 노인들이 많은 편에 속한다.

## 마을주민이 들려주는 이야기
용인시 최북단 죽전동에는 대지라는 마을이 있고 대지산이라는 산도 존재한다. 대부분 경주 김씨 문중소유인 것으로 알려져 있는 이곳이 평야지대도 아닌데 왜 큰 땅이라는 이름의 대지(大地)가 되었을까? 많은 사람들은 옛날 이곳에 큰 연못이 있다가 매몰되어 못 지(池)자를 써서 대지(大池)라 부르게 되었다고도 한다. 그러나 이는 잘못된 표기라고 본다. 이곳에서 대를 이어 살고 있는 많은 문중의 족보에는 조상의 묘의 위치가 대부분 대지산(大地山) 선영이라고 땅지(地)자로 기록되어 있음은 물론이고, 마을에 내려오는 이야기는 다음과 같다.
옛날에는 서울에서 임금님이나 관리들이 지방 나들이를 할 때 주로 사용하던 큰 길 중의 하나가 서울 양재와 판교를 거쳐 신갈로 이어지는 지금의 23번 국도였다고 한다. 그래서 임금님이 경복궁에서 아침을 먹고 행차를 하면 남산을 지나 서빙고에서 배를 타고 한강을 건너오면 점심때가 되어 말에게도 말죽을 먹였다하여 그 곳의 이름을 '말죽거리'(지금의 양재동)라 부르게 되었으며, 점심 후에 다시 발길을 재촉해 달래내 고개(지금 경부고속도로 위)를 지나 판교에 이르니 소나기가 쏟아져 운중천이 범람하여 길이 막히자 마을 주민이 널빤지를 가져다 임시가교를 설치하여 임금님을 무난히 건너게 하였다하여 그곳을 '널다리' 즉 판교(坂橋)라 부르게 되었으며, 또 한참을 내려오다 보니 모처럼만에 그래도 다소 넓은 들이 나타나자 '이곳이 어디냐?'고 물으니 한 백성이 '농사를 지어 군량미를 조달하는 군량뜰'(지금의 수지 레스피아 일원)이라고 말하자 임금님이 대지고개 쪽을 바라보며 '그래도 이곳은 꽤 큰 땅 이구먼!'하였다고 말하여 그 때부터 이곳을 '큰 땅' 즉 '대지(大地)'라고 부르게 되었다고 한다.
임금님의 행렬은 계속되어 양고개(현 운전면허 시험장)를 너머 신갈 역말(지금 기흥구 신역동)로 이어진다. 역말이란 공무로 지방에 출장을 갈 때 하루 쉬어 가며 말에게도 저녁을 먹이고 재우던 곳이다. 특히 암행어사 이야기에 등장하는 마패에 그려져 있는 말의 수에 따라 이곳에서 말을 갈아타거나 재우고 먹일 수 있었던 곳으로 지금도 서울에서 동서남북으로 통하는 약 1백여 리 길목에는 역말이라는 지명을 지닌 곳이 더러 남아 있다. 그 예가 경기도 광주시 역동에도 남아있다.
이렇게 해서 임금님의 하루 행차는 역말에서 마무리되며, 임금님의 발 길 따라 수많은 지명이 지어지기도 하고 바뀌기도 하였던 것이다. 지명이란 고유 명사이기도 하지만 다양한 사유로 바뀌기도 한다. 특히 현대사회에서는 인구가 늘고 행정이 복잡해지면서 수많은 지명이 새로 생기기도하고 또 없어지기도 한다. 하지만 대지와 같이 그 이름을 오래 보존하고 있는 지명은 잘못 와전되는 일이 없이 본래의 의미를 지녔으면 하는 것이 이곳 주민들의 바램이다.

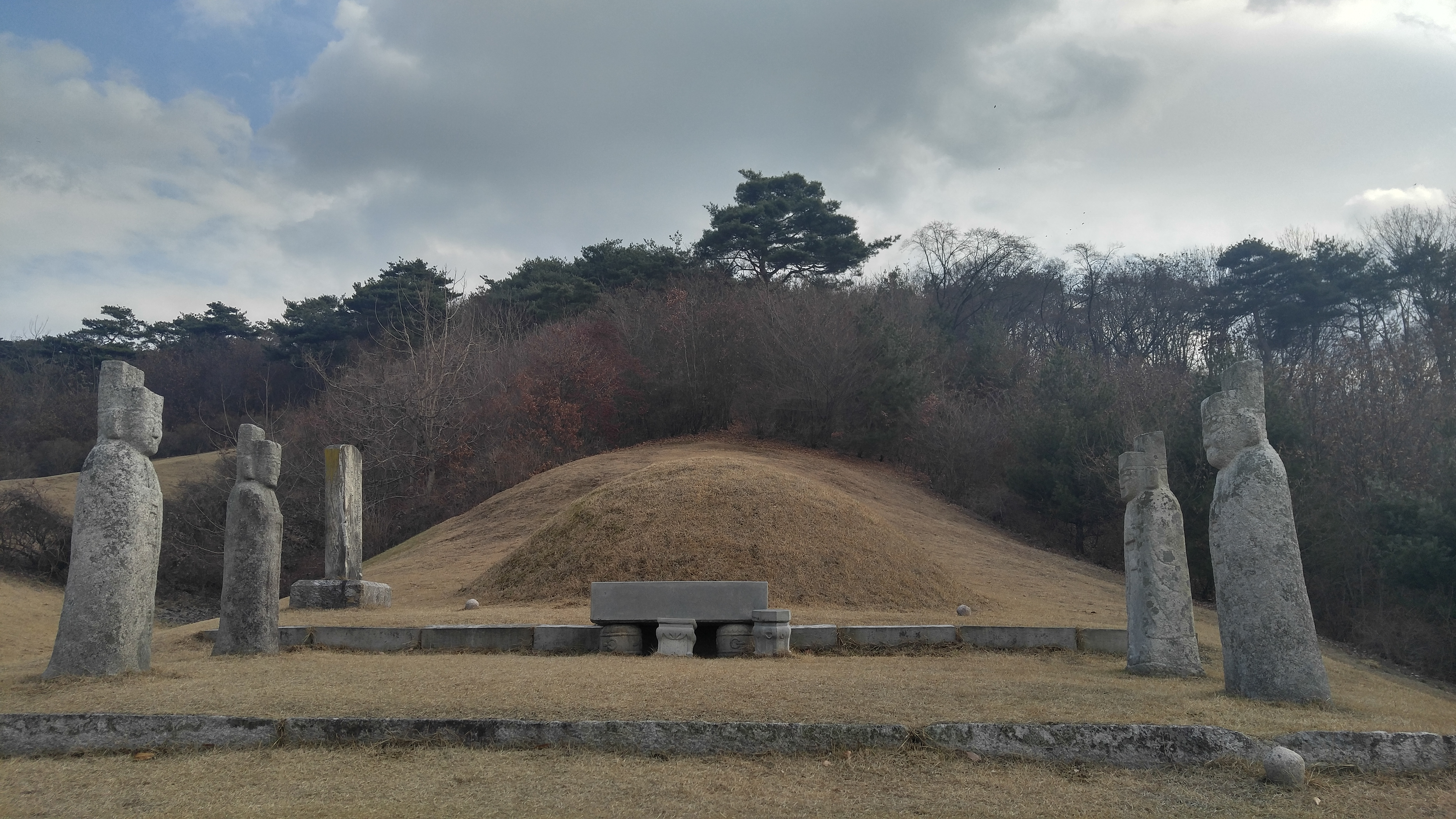
포은선생 묘

## 산행코스 정보
“가을의 산은 못사는 친정집보다 낫다”는 말이 있듯이 가을의 산은 이곳의 산을 풍요롭게 만들고 있다. 여름의 잦은 비는 밤과 도토리는 물론 다른 과실수도 수확량이 형편없게 만들어 가는데 습기를 좋아하는 버섯은 더 많이 늘어나 산을 찾는 이들은 등산도 하고 버섯도 채취하는 일석이조의 산행을 많이 한다.
반대쪽 죽전동에서 시작할 수 있는 산행이지만 능원에서 수지로 이어지는 숫돌봉∼대지산∼불곡산∼휘남에고개∼떡봉까지가 인기있는 산행코스다. 45번국도 모현에서 능원으로 향하다보면 물가에 있었던 열녀비를 옮겨놓은 열녀고개가 있고 이어 동림리∼광주시 문형리를 지나면 능원에 이른다.
모현이란 충신(정포은)을 사모한다는 뜻에서 이름 붙여진 충정의 고장이다. 정포은선생의 묘소가 있는 문수산으로 향하면 영일정씨와 연안이씨의 비석들이 있고 조금 더 오르면 묘소에 도착한다. 잘 조성된 잔디와 잘 어울리는 묘소는 정포은선생과 이석형선생의 묘가 나란히 자리해있다.
출가외인이란 일화를 남긴 이석형선생의 부인 정경부인영일정씨의 묘는 이석형선생과 함께 모셔져 있고 그 앞에 작 연못안에 한 그루의 소나무가 있다. 소나무를 보며 연못이름을 정경지라고 명명해보며 당시의 이야기를 되새겨 볼 수 있다. 입구에 등잔박물관이 있고 길건너에 충렬서원이 위치해 있다.
개혁가 조광조의 채취가 느껴지는‘충렬서원’이 이곳에 있다. 대원군이 서원을 철폐할 때 없어졌다 다시 지은 서원이라 연혁에 비해 규모가 작다. 수지 상현동의 심곡서원이 생기기전에 조광조선생의 위패를 모셨던 곳이기도 하다.
정몽주와 함께 손자 정보와 병자호란 때 강화도에서 순직한 이시직을 배향하였다. 효종 원년(1650년)에 조광조를 모시는 심곡서원이 용인시 수지읍 상현리에 세워지면서 포은 정몽주만을 제사하게 되었다. 이때 조광조의 위패는 심곡서원으로 옮겨 배향하였다. 충렬서원은 광해군때 임금이 직접 현판을 내려주었다.
지금 수지구 상현동의 심곡서원은 당시 철폐되지 않았었기 때문에 주위의 우거진 숲속서원으로 전통의 옛모습을 고스란히 가지고 있는데 반해 이곳 충렬서원은 초라하기 그지없다. 신원이 복원되었다고 하지만 소외된 느낌을 받게 된다.
충렬서원 입구에 오른쪽엔 흰돌에 새겨놓은 단심비각이 있는데 단심가를 새겨넣었는데 앞면에는 한자로 뒷면에는 한글로 되어있다. 2009년부터 용인문화원에서 포은문화제를 개최하고 있다. 이로 인해 포은선생의 충절과 충절의 고장 모현의 뜻이 더욱 빛나고 있다.
충렬서원 뒷산에 다랭이는 모현과 광주의 경계점으로 등산을 시작한다. 느티나무앞엔 등산객을 위한 곳인듯 싶은 주차장이 마련돼 있다. 느티나무 사이로 산을 오르면 몇 기의 영일정씨 묘소를 만난다.
여청수라는 약수터와 숫돌봉과 대지산은 이곳을 찾는 등산객들의 단골 코스다. 입구부터 도토리 줍은 아낙들을 볼 수 있는 가을산의 전경을 느끼며 고개를 하나 넘고 고압철탑을 지나치면 또하나의 고개가 나타난다. 이곳이 능골과 문현리 골짜기다. 광주쪽 산계곡은 전원주택지로 산을 많이 깎고 있다.
계속 오르면 능선 중간쯤에 여청수(與靑水)라는 약수터를 만난다. 보통 약수는 청(淸:맑을 청)자를 넣어 물수변이 들어가는게 정상인데 '물을 마시면 계속 젊음을 유지'할 수 있다는 한자표현이 이채롭다.  샘터는 깨끗하게 정돈되어 있다.
이어서 오른 곳은 삼거리 잣나무 숲이다. 잘 조림된 잣나무 밑으로 묘소가 깔끔하게 단장되어 있다. 묘소삼거리를 지나 두고개를 넘으면 의자가 놓여 봉우리가 북쪽으로 광주의 개발을 한눈에 보이는 곳이 바로 숫돌봉이다. 숫돌과 같이 생겼다해서 붙여진 이름이다.
한고개 넘으면 삼거리 봉이 숫돌봉이라고 했는데 실제보면 더 높아 보여 숫돌1봉, 한고개 더 넘어 숫돌2봉이다. 숫돌 2봉에서부터는 고만고만한 봉우리를 만나는데 9개정도를 넘으면 철조망을 만나게 된다. 대지산 정상에 지으려는 APT부지경계를 철망을 쳐놓아 그 철망을 따라가면 측량 삼각점이 있고 그 옆에 벤취가 있는 봉이 대지산 정상이다. 정상에서 철조망을 따라 내려서면 대지고개로 내려설 수 있다.
코스의 하일라이트는 대지산에서 불곡산으로 이어지는 산림욕이다. 능선길은 북쪽으로 내려서고 한 고개 넘어 불곡산까지의 길이 이 코스의 하이라이트로 산림욕을 즐길 수 있는 환상의 코스로 400M가량 이어진다. 그리고 만나는 봉우리는 철탑이 있는 불곡산이다. 철탑옆 민둥봉에서 펼쳐지는 전망은 감탄을 자아내게 한다. 특히 분당과 이어주는 갈림길은 분당에서 찾아와 죽전에서 오르는 사람들이 많아 이곳지역에서 붐비는 곳에 속한다.
갈림길에서 ‘휘남면 400M’ 이정표를 따라 내려서면 산중턱에 평상이 놓인 곳이 휘남애 고개다. 분당과 죽전을 잇던 이름난 고개지만 현재는 웃고개 보다 인적이 적은 고갯길이다. 이곳에서 떡봉까지 17분이라는 표시를 따라 내려서면 팻말 이정표 모두 오래됐고 나무에 매달아둔 나무 이름에 영어로쓴 학명도 낡아 잘 안보인다.
산림욕하는 길 소나무 군락지로 지나면 놀이기구가 있는 곳을 만난다. 죽전에 신축 APT의 키가 커서 이곳을 내려다 본다. 계속 구미동과 죽전사이로 이어진 산내령은 결국 떡봉이란 표지판을 지나면 도시로 이어진다. 43번 도로로 이어지는 이 코스는 부담없이 넘을 수 있는 등산로로 찾는 이가 많은 곳이다.
대지산이 대부분 경주 김씨 문중소유인 것은 용인 십청헌 김세필(十淸軒 金世弼)묘, 신도비(경기도 문화재자료 제92호)가 말해주듯이 경기도 용인시 수지읍 죽전리 산23 일원에 위치해 있기 때문이다. 이곳은 나라의 임금이 내려 준 땅인 '사패지지(賜牌之地)'이다. 이곳에는 십청헌 김세필선생 재실 '와운정사', 경주김씨 문간공(십청헌)파종회 회관 '산앙재 등이 있다. 용인 죽전동에 있는 대청초등학교가 바로 눈에 보인다. 이곳에 광주 산행길의 반대쪽에 해당하는 산행 들입길이 있다.

## 대지산에 대한 착오
대지산에 대한 착오중에 커다란 오류는 위치에 있다. 죽전동에는 두개의 대지산이 분명히 존재하고 있기 때문이다. 경기도 용인시 수지구 죽전동 1238번지의 현암중학교 옆에 있는 대지산과 경기도 용인시 수지구 죽전동 산23 일원에 있는 대지산이 그것이다. 이곳에서 설명하는 대지산은 죽전 대청초등학교에서 마주 보이는 대지산을 말한다. 물론 개발로 이곳의 대지산에서 잘려나간 산이지만 환경정의라는 시민단체가 주동이 되어 산을 지켜냈다는 산은 현암중학교 옆의 산을 말하는 것으로 보인다. 또한 불곡산과 대지산에 대한 착오이다. 불곡산에서 43번 국도쪽으로 내려가다 보면 만나는 곳이 대지골 고개인데 대지산을 불곡산 자락으로 착각을 하고 있는 것이다. 그래서 아래와 같은 신문 기사가 자연스럽게 보도되고 있는 현실이다. 이같은 착오는 대지산이 거의 사유지로 된 문중의 땅으로 별로 이름이 알려지지 않은 산이기 때문이다.
불곡산(*대지산의 착오) 자락에 조성되는 '죽전디지털밸리'는 1991년부터 계획돼 온 용인 정보산업단지로 조성 사업이 무려 20년 만에 ‘죽전디지털밸리-디지포트(DIGIPORT)’라는 명칭으로 빛을 보게 됐다. '죽전디지털밸리'는 '판교테크노밸리'에 뒤지지 않는 수도권 인근의 새로운 첨단산업단지로 기대를 모으고 있다. '죽전디지털밸리'는 수도권 인근의 민간주도형 첨단산업단지로 알려져 있다. 단지의 총 면적은 14만2000m2(약 4만5000평)으로 인터넷데이터센터(IDC) 및 IT·애니메이션·바이오·반도체 등 지식집약산업 관련 기업의 연구개발(R&D) 시설이 들어설 예정이다.

### 죽전디지털밸리
다우그룹이 개발하는 민간주도형 산업단지인 죽전디지털밸리는 2005년 1월 27일, 제1종 지구단위계획(안) 주민 제안으로 공식 인정된 사업이 2010년 용인시 죽전동 산25-2번지 일원 14만2천37m2 규모로 조성됐으며 현재 동부·신한금융·한화 데이터센터 및 외국계 비코 코리아 연구센터가 자리 잡고있다. 특히 2013년 2월 27일 조선, 발전소 등 자동측정·제어장치 분야의 세계적인 기업인 미국 에머슨 일렉트릭사의 자회사인 한국 에머슨 프로세스 매니지먼트(이하 한국 에머슨)가 용인 죽전디지털밸리에 4천만달러(434억원)를 투자하기로 투자 협약을 체결했다고 밝혔다.

## 같이 보기
- 한국의 산
- 법화산 (경기)
- 문수산 (용인)
- 불곡산 (성남시/광주시)
- 문형산 (경기)